# Brezovica pri Borovnici
Brezovica pri Borovnici je majhno naselje v Občini Borovnica.